# Abou Hassan al-Ansari
Mohamed Ould Nouini, dit Abou Hassan al-Ansari, mort le 14 février 2018 près de Tinzawatène, est un djihadiste malien.

## Biographie
Abou Hassan al-Ansari est un Arabe lamhar, originaire du Tilemsi, dans la région de Gao. Il est le cousin d'Ahmed al-Tilemsi, ancien  dirigeant du Mouvement pour l'unicité et le jihad en Afrique de l'Ouest (MUJAO), tué par l’armée française en décembre 2014.
Il est soupçonné d'être le principal instigateur des attentats de Ouagadougou qui ont fait 30 morts dans la capitale burkinabée, le 15 janvier 2016, et de celui de Grand-Bassam, en Côte d'Ivoire, qui a fait 19 tués le 13 mars de la même année.
Il est considéré comme le bras droit de Mokhtar Belmokhtar et le chef d’Al-Mourabitoune au Mali,.
Il apparaît dans la vidéo mise en ligne le 2 mars 2017 qui annonce la fusion des principaux groupes djihadistes opérant au Mali pour former un unique groupe : le Groupe de soutien à l'islam et aux musulmans (GSIM), sous le commandement d’Iyad Ag Ghali.
Abou Hassan al-Ansari est tué par l'armée française le 14 février 2018, lors du combat d'Inaghalawass,. Le 3 mars 2018, le Groupe de soutien à l'islam et aux musulmans annonce avoir mené l'attaque de Ouagadougou en représailles à sa mort.